# Uthuruvinagandu
Uthuruvinagandu est une petite île inhabitée des Maldives. L'ile se limite actuellement à un banc de sable dépendant de l'île plus importante Maaveshi.

## Géographie
Uthuruvinagandu est située au Sud des Maldives, au Sud-Ouest de l'atoll Hadhdhunmathi, dans la subdivision de Laamu.